# 北碚区
北碚区（ほくばいく）は中華人民共和国重慶市に位置する市轄区。

## 行政区画
下部に6街道、11鎮を管轄する。
- 街道
  - 北温泉街道、天生街道、朝陽街道、東陽街道、竜鳳橋街道、蔡家崗街道
- 鎮
  - 歇馬鎮、澄江鎮、童家渓鎮、天府鎮、施家梁鎮、水土鎮、静観鎮、柳蔭鎮、復興鎮、三聖鎮、金刀峡鎮

## 教育

### 大学
- 西南大学

## 交通

### 鉄道

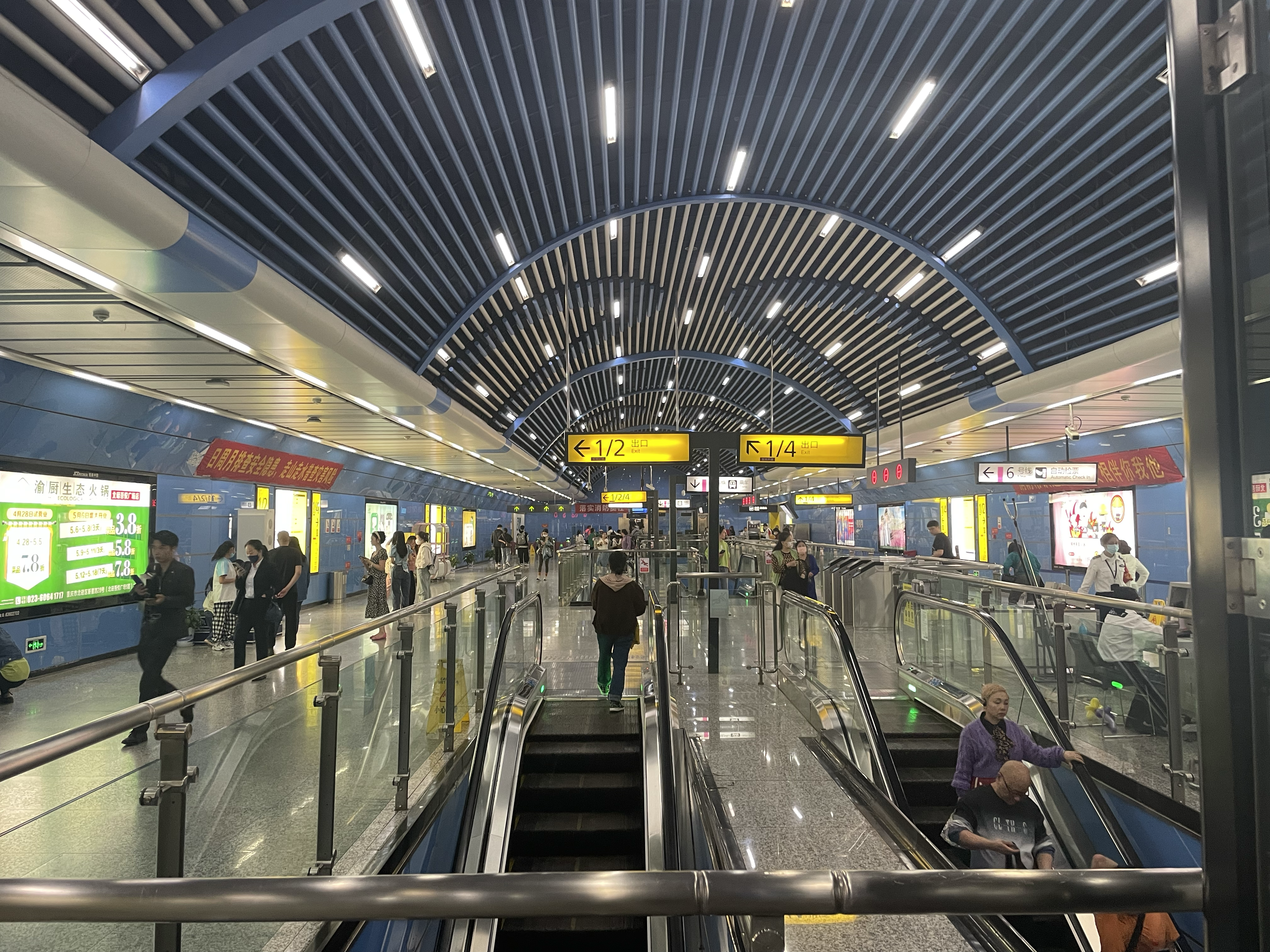
重慶軌道交通6号線北碚駅

- 重慶軌道交通
  - 6号線
- 重慶東環線（中国語版）

### 道路
- 高速道路
  -  蘭海高速道路
  -  銀昆高速道路
  -  重慶環状高速道路（中国語版）
  -  重慶都市圏環線高速道路（中国語版）
- 国道
  - G212国道
  - G351国道（中国語版）

## 名所・旧跡・観光スポット・ホテル
- 重慶自然史博物館（中国語版）
- バンヤンツリー重慶

## 健康・医療・衛生
- 重慶市第九人民医院
- 北碚区中医院
- 西南大学医院
- 天府鉱務局職工総医院

## 友好都市
- アルゼンチン サンタフェ州・サンタフェ